# 补约乡
补约乡（羅馬化：Bbuyop Xie），是中华人民共和国四川省凉山彝族自治州昭觉县下辖的一个乡镇级行政单位。2021年1月12日，将原色底乡色底村、乌司洛村和引等阿莫村所属行政区域划归补约乡管辖。

## 行政区划
补约乡下辖以下地区：
以史洛村、补约洼以村、阿举列减村和补约散普村。